# Pierre Gaspard
Pour les articles homonymes, voir Pierre Gaspard (physicien) et Gaspard.
Pierre Gaspard, né le 27 mars 1834 à Saint-Christophe-en-Oisans (département de l'Isère, France) et mort le 16 janvier 1915 dans ce même village, est un alpiniste français. Il réalise la première ascension de la Meije (massif des Écrins, Alpes françaises) le 16 août 1877 avec son fils et Emmanuel Boileau de Castelnau ; ascension suivant l'arête du promontoire, qui deviendra la voie « normale ».

## Biographie

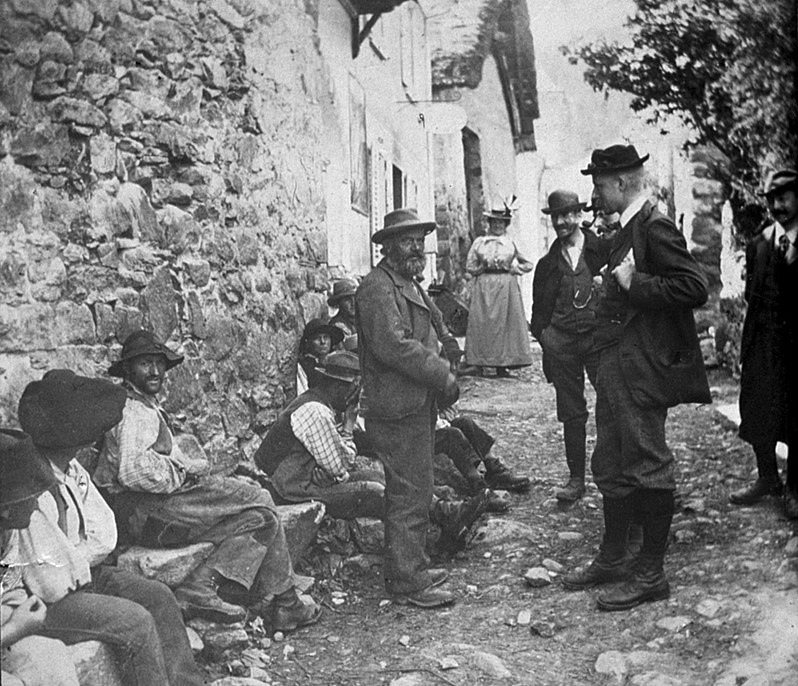
Pierre Gaspard et Emmanuel Boileau de Castelnau.

Pierre Gaspard, fils de Gaspard Hugues originaire de Châteauneuf-d'Entraunes et de Claudine Turc, est né au cœur du massif des Écrins en 1834. Il devient cultivateur, mais aussi guide de montagne et conseiller municipal de Saint-Christophe-en-Oisans.
Surnommé « père Gaspard », en tant que guide, ses deux plus importants clients sont Emmanuel Boileau de Castelnau et Henry Duhamel. W.A.B. Coolidge fait appel à lui pour sa première ascension de l'aiguille du Plat de la Selle en 1876 : « Le dimanche, 2 juillet, quoique d'une splendeur éclatante, fut consacré à un repos bien mérité. Notre premier soin fut d'engager un chasseur nommé Pierre Gaspard pour nous guider au sommet de l'Aiguille du Plat, qu'il disait avoir atteint lui-même. [...] Gaspard est un bon guide et un compagnon amusant : j'ai été tout à fait content de lui. » Une photo prise lors de la fête de la Société des touristes du Dauphiné le 15 août 1878 au col du Lautaret montre Pierre Gaspard père et fils avec l'équipe de W. A. B. Coolidge (photo Jacques Garin, collection Museum départemental, Gap). Avec Duhamel, outre l'ascension du pic Gaspard en 1878, il ouvre en 1880 une voie dans la face sud de la Barre des Écrins depuis La Bérarde et, l'année suivante, un nouvel itinéraire sur le versant sud-est de l'aiguille du Plat de la Selle. Avec Boileau de Castelnau, Gaspard constitue probablement la plus brillante cordée connue jusque-là, pendant les saisons 1876 et 1877, réalisant une dizaine de premières. Mais le plus fameux exploit de cette équipe est la première ascension du Grand Pic de La Meije le 16 août 1877. Devenu célèbre, Gaspard se trouve dès lors fort sollicité au point qu'il est nécessaire de le retenir longtemps à l'avance. En 1885, il ouvre un nouvel itinéraire à la Meije par l'arête de la Brêche. Jusqu'à un âge avancé, le « père Gaspard » continue de courir la montagne et d'emmener des clients, au moins jusqu'en 1913[source insuffisante]. Parmi ses autres clients célèbres se comptent Henri Brulle et Maurice Paillon.
Il est breveté guide par la Société des touristes du Dauphiné (STD) et le Club alpin français (CAF) le brevètera guide à titre honorifique. Il a exercé son activité de guide aussi bien dans les Alpes françaises que dans le Valais (en Suisse). Pour la STD, il a également encadré des tournées d'instruction.
Il meurt le 16 janvier 1915 à Saint-Christophe-en-Oisans.

## Ascensions

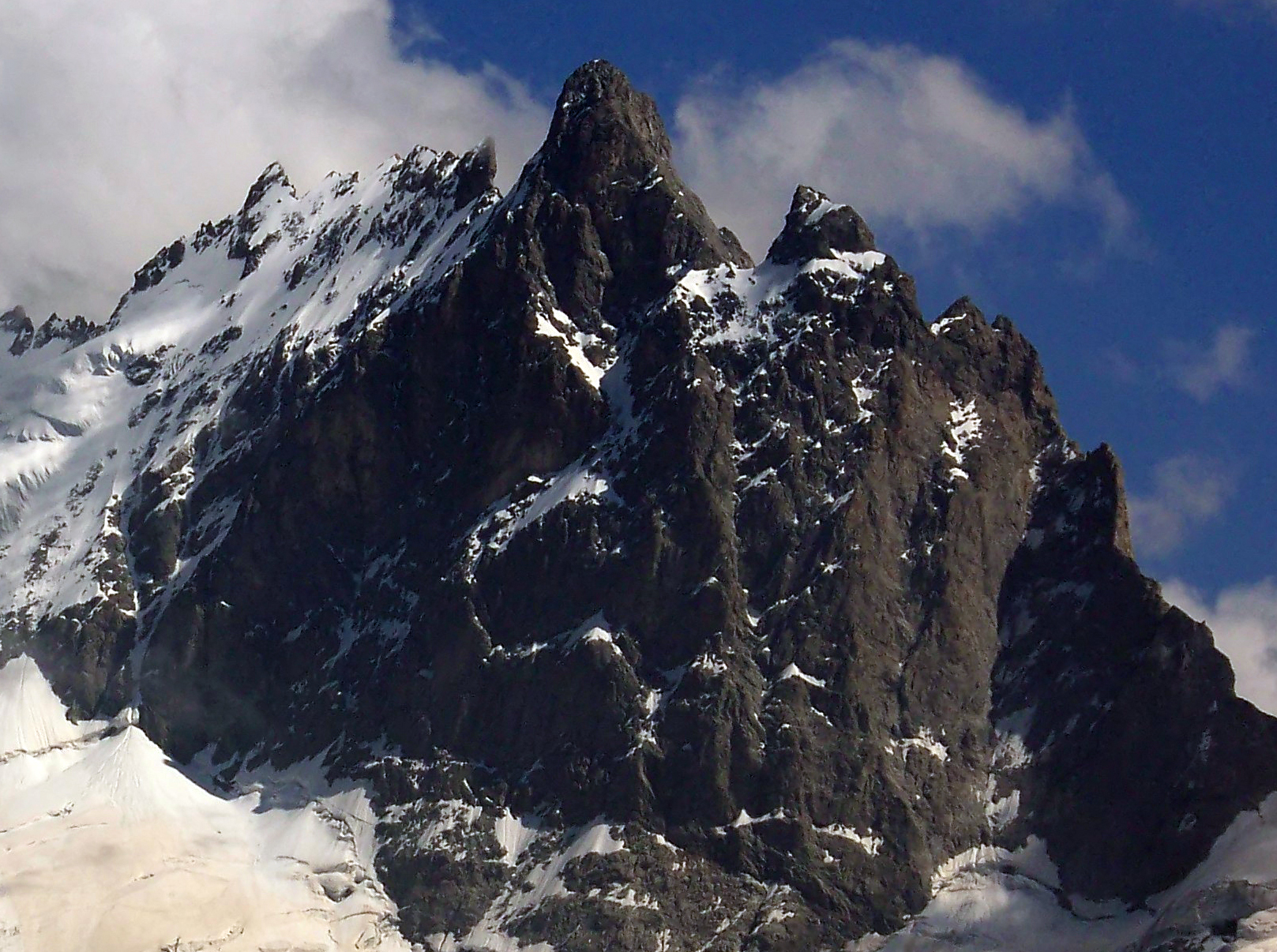
Grand Pic de la Meije

- 1876 - première de la Tête des Fétoules, le 19 août
- 1876 - Tête de l'Étret, le 4 septembre
- 1876 - Pic Nord des Cavales (3 362 mètres), le 10 septembre
- 1877 - Dôme de Neige des Écrins, le 21 juillet
- 1877 - Tête du Rouget, Petit Pelvoux (3 753 mètres)
- 1877 - Grand Pic de la Meije, le 16 août
- 1878 - Pointe du Vallon des Étages, le 27 juin
- 1878 - Pic Gaspard, le 6 juillet
- 1880 - Éperon nord de l'Olan
- 1882 - Pic central de Belledonne avec Henri Duhamel
- 1889 - L'Ailefroide Centrale, face sud-est
- 1891 - Sommet du Pelvoux par la Pointe Durand (3 932 mètres), versant nord-ouest
- 1891 - Sommet ouest du Pic des Souffles (3 098 mètres)

## Hommages
Dans le massif des Écrins, le Pic Gaspard porte le nom de ce guide.

### Téléfilm
- 1984 : Gaspard de la Meije